# Вучевци
Вучевци су насељено место у саставу општине Вишковци у Осјечко-барањској жупанији, Република Хрватска.

## Историја
До краја Другог светског рата, село је било већински насељено Немцима и носило име Wolfstal. После рата у село су колонизовани Хрвати.
До територијалне реорганизације у Хрватској налазили су се у саставу старе општине Ђаково.

## Становништво
На попису становништва 2011. године, Вучевци су имали 294 становника.

## Попис1991.
На попису становништва 1991. године, насељено место Вучевци је имало 368 становника, следећег националног састава:
| Попис 1991.‍  | Попис 1991.‍  | Попис 1991.‍ | Попис 1991.‍ | Попис 1991.‍ |
| ------------ | ------------ | ----------- | ----------- | ----------- |
|              |              |             |             |             |
| Хрвати       | Хрвати       |             | 309         | 83,96%      |
| Срби         | Срби         |             | 41          | 11,14%      |
| Југословени  | Југословени  |             | 15          | 4,07%       |
| Руси         | Руси         |             | 1           | 0,27%       |
| неопредељени | неопредељени |             | 2           | 0,54%       |
| укупно: 368  |              |             |             |             |